# 프란체스코 토티
프란체스코 토티(이탈리아어: Francesco Totti, Ufficiale OMRI, 1976년 9월 27일 ~ )는 이탈리아의 은퇴한 축구 선수이다. 포지션은 공격수와 공격형 미드필더였다. 2006년 FIFA 월드컵 우승, 유로 2000 준우승 멤버이며, 두 대회에서 올스타 팀에 선정됐다.

## 클럽 경력
토티는 1989년 AS 로마 유소년 팀에 합류한 이후로 계속 AS 로마에 소속되어 있다. 그는 AS 로마의 주장이며, 강력한 투쟁심과 뛰어난 실력으로 팬들의 사랑을 받고 있다. 그는 팀의 공격자원의 부재로 2006-07 시즌에는 공격수로 뛰어 26골을 득점하였고, 세리에 A 득점왕을 수상하였다. 2009-10 시즌에는 부상에도 불구하고 팀내 최다(부치니치와 공동 1위)인 14골을 득점하였다. 2013년 10월 17일 현재 리그에서 230골을 달성, 현역 중에서는 가장 많은 득점을 기록하였다. 이는 이탈리아 세리에 A 리그 전체를 통틀어도 2위의 기록으로, 이탈리아 축구의 레전드 중 하나인 로베르토 바조의 206골을 넘어선 기록이다. 1위인 실비오 피올라의 274골과는 44골 차이다. 또한 그는 2013년 세리에 A 데뷔 20년을 맞이하였다 2017년에 은퇴하였다.

## 국가대표팀 경력
토티는 UEFA 유로 2000에 이탈리아 축구 국가대표팀으로 출전하였다. 토티는 대회에서 2골을 기록하였다. 첫 라운드 벨기에와의 경기에서 첫 번째 골, 8강전인 루마니아와의 경기에서 두 번째 골을 넣었다. 또한 프랑스와의 결승전에서 최고의 기량을 보여주면 결승전 맨 오브 더 매치에 선정되었다.
토티는 2002년 FIFA 월드컵 당시 대전에서 치러진 대한민국과의 16강전에서 전반전 크리스티안 비에리의 헤딩골을 어시스트 하는 등 최고의 활약을 펼쳤으나, 연장 전반전에 시뮬레이션 반칙으로 경고가 누적되어 퇴장당하였다. 때문에 이탈리아는 연장전 막바지에 안정환의 골든골로 패하고 말았다. 그는 2년 후 UEFA 유로 2004에도 출전하였는데, 덴마크 축구 국가대표팀과의 첫 경기에서 심판 몰래 상대 선수인 크리스티안 포울센에게 침을 뱉은 사실이 적발돼 UEFA의 규정에 따라 3경기 출장 금지 처분을 받았다. 이후 이탈리아 축구 국가대표팀이 1라운드에서 1승 2무(승점 5점)의 성적을 거뒸음에도 스웨덴과 덴마크에 밀려 2라운드 진출에 실패하는 불운을 겪었다.
다음 2006년 FIFA 월드컵에서는 부상 후유증으로 그리 인상적인 모습을 보여주지는 못했지만, 16강 오스트레일리아전에서 페널티 킥으로 결승 득점을 올리는 등 1골 3어시스트를 기록하면서 이탈리아의 대회 우승에 기여하였다.

## 은퇴 후
은퇴 후 곧바로 AS 로마의 디렉터직으로 활동하였지만 2019년 6월 사임하였다.

## 플레이 스타일
원터치로 시도하는 스루 패스가 매우 화려하고, 힐패스와 숏패스 능력도 뛰어나며 간혹 시도하는 롱패스도 위협적이다. 또 상당한 수준의 몸싸움 능력을 바탕으로 한 드리블 돌파가 발군이었으며, 높은 탈압박 능력과 키핑력을 가져 프리롤과 플레이메이킹의 임무를 가진 공격형 미드필더로 활약하였다. 2006-07 시즌에는 루차노 스팔레티 당시 로마 감독에 의해 원톱으로 기용되어서 26골을 득점하며 세리에 A 득점왕은 물론 뤼트 판 니스텔로이를 제치고 유러피언 골든슈까지 수상하는 득점력도 보여주었다.
토티는 페널티킥 상황에서 뿐만 아니라 필드 플레이 상황에서도 많은 칩샷을 시도했다. 특히 유로 2000 당시 네덜란드와의 4강전 승부차기에서 에드빈 판 데르 사르를 상대로 칩샷을 시도하여 성공시켰던 장면이 대표적이다.

## 사생활
2005년 방송인 일라리 블라시와 결혼하여 1남 1녀를 두고 있다.
코로나19 범유행중인 2020년 10월 12일 프란체스코 토티의 아버지 엔초 토티(Enzo Totti)가 로마에서 코로나19로 사망하였다.

## 저서
2000년대 초반부터 이탈리아에서는 토티를 희화화한 유머시리즈가 크게 유행했다. 토티는 이것을 불쾌해하지 않고 자신이 직접 엮고 덧붙여 한 권의 유머집으로 발간했다. 이 책에는 리그 내 경쟁팀인 라치오와 적대 관계를 비롯해 구단주 및 감독, 동료에 얽힌 이야기, 그의 아내와 사랑 등이 촌철살인의 위트 속에 녹아있다. 이탈리아에서만 50만 부 이상 판매됐다. 유니세프 명예대사이기도 한 토티는 이 책의 인세 전액을 전쟁피해나 헐벗고 굶주린 아이들을 위해 유니세프에 기부하고 있다.

## 수상 내역

#### AS 로마
- 세리에 A : 2000-01
- 코파 이탈리아 : 2006-07, 2007-08
- 수페르코파 이탈리아나 : 2001, 2007

#### 이탈리아
- FIFA 월드컵 : 2006
- UEFA 유로 준우승 : 2000
- UEFA U-21 유로 : 1996
- UEFA U-19 유로 준우승 : 1995
- 지중해 경기 대회 : 1997

### 개인
- 구에린도르 : 1998, 2004
- 세리에 A 올해의 선수 : 1999-00, 2002-03
- 세리에 A 올해의 자국 선수 : 2000, 2001, 2003, 2004, 2007
- 세리에 A 올해의 영플레이어 상 : 1999
- 세리에 A 득점왕 : 2006-07
- 세리에 A 도움왕 : 1998–99, 2013–14
- ESM 올해의 팀 : 2000-01, 2003-04, 2006-07
- 유러피언 골든슈 : 2007
- 팔로네 다르장 : 2008
- 글로브사커 어워드 공로상 : 2017
- 라우레우스 커리어 공로상 : 2018
- 이탈리아 선수 협회 평생 공로상 : 2018
- 이탈리아 축구 명예의 전당 : 2018
- 가에타노 시레아 상 : 2014
- 자친토 파케티 상 : 2014
- UEFA 회장상 : 2017
- FIFA 100 : 2004
- 골든풋 : 2010
- 로마 명예의 전당 : 2017
- 가제타 레전드 : 2017

#### 국가대표
- FIFA 월드컵 도움왕, 올스타팀 : 2006
- UEFA U-21 유로 역대 베스트 : 2015
- UEFA 유로 올스타팀 : 2000
- UEFA 유로 2000 MoM : vs. 벨기에 (조별리그)

#### 서훈
- 이탈리아 공화국 공로 훈장 5등급 (Cavaliere OMRI) : 2000
- 이탈리아 공화국 공로 훈장 4등급 (Ufficiale OMRI) : 2006
- 이탈리아 올림픽 위원회 공로장 : (Collare d'Oro al Merito Sportivo) : 2006

#### 기록
- 로마 역대 최다 득점자 - 307골
- 로마 역대 최다 출전자 - 786경기
- 세리에 A 역대 최다 PK 득점자 - 71골
- 세리에 A 역대 최연소 주장 - 22세 34일
- 세리에 A 역대 최다 클럽 상대 득점 - 38구단[3]
- 세리에 A 역대 단일 클럽 최다 득점자 - 250골
- 데르비 델라 카피탈레[4] 최다 득점자 - 11골
- UEFA 챔피언스리그 최고령 득점자 : 38세 59일

#### 발롱도르
- 2000 - 14
- 2001 - 5
- 2003 - 18
- 2007 - 10

## 같이 보기
- 원클럽맨 명단